# 熊谷信直
熊谷信直（1507年—1593年），戰國時代武將。安藝武田氏家臣，之後成為毛利氏家臣。

## 生涯

### 安藝武田家臣轉為毛利家臣
平安時代末期與平氏作戰非常活躍的熊谷直實的直系子孫。安藝國的國人領主，負責安藝的守護任務而成為安藝武田氏家臣。
父親元直仕於武田元繁，永正14年（1517年），與毛利元就率領的吉川・毛利聯合軍作戰，於有田中井手之戰陣亡，此時與毛利氏為敵對關係。大永4年（1524年），周防、長門的大名大内義興侵攻安藝，包圍安藝武田氏的居城佐東銀山城。大内軍的一部甚至入侵到三入庄，幸賴八木城主香川吉景的支援，順利擊退大内軍。同年7月，在毛利元就指揮下，與香川光景、三須房清奇襲大内包圍軍，成功擊敗大內軍。信直在見識到毛利元就的指揮調度能力後，對元就逐漸改觀，進而與毛利氏和解。
大永7年（1527年）遭到同為安藝武田家臣的船山城主山中成祐暗殺，所幸無恙。3年後，與弟弟直續、家臣岸添直清、末田直道共謀誅殺山中成祐兄弟。
天文2年（1533年），由於領地的問題，以及對妹妹（武田光和之妻）領受的待遇不滿，且大内氏・毛利氏・熊谷氏的密約不慎外洩，信直的居城三入高松城遭到武田家攻擊。入侵的兵力約1000餘且兵分二路，進攻三入高松城的包括總大將武田光和、品川信定200兵，另一路總大將為武田一門的伴繁清、香川光景、己斐直之、熊谷一族的山田重任、溫科家行、飯田義武、板垣繁任等。熊谷方以信直為總大將，率領弟弟直續、末田直忠・直久兄弟、岸添清直、水落直政等人抵抗。
侵攻三入庄一路，由伴繁清率領的武田軍進入三入横川表，與熊谷信直配下的300兵激戰（横川表之戰），總大將伴繁清負傷。另一路進攻三入高松城，也因死傷過半而撤退。

### 吉田郡山城之戰與月山富田城之戰
天文9年（1540年），出雲的大名尼子詮久（即尼子晴久）入侵安藝，進攻毛利元就的居城吉田郡山城。尼子方牛尾幸清率兵2000進入佐東銀山城，並監視周邊地區。毛利方進行籠城，而毛利元就神出鬼沒的戰法，將尼子軍玩弄於掌上，之後大内氏的陶隆房率軍10000兵來援，翌年天文10年（1541年），尼子詮久撤退。信直成功守住三入高松城，佐東銀山城内的牛尾幸清也同時撤退，八木城主香川光景率兵追擊未果（吉田郡山城之戰）。
同年5月，奉元就之命，與宍戶隆家、香川光景攻擊舊主安藝武田氏。在包圍佐東銀山城後成功攻陷，安藝武田氏當主武田信實逃亡至出雲。鎌倉時代以來的安藝武田氏滅亡。
天文11年（1542年），大内義隆為討伐尼子氏而出陣。途中，進入三入庄觀音寺宿泊，之後向出雲侵攻。但於赤穴城之戰熊谷勢陷入苦戰，信直的弟弟直續陣亡，之後包圍月山富田城，成功寢返吉川興經，但由於月山富田城攻略失敗，與香川光景等人撤退，途中遭到出雲鳶之巢川的一揆眾襲擊，於死戰後成功脫逃（月山富田城之戰）。
天文16年（1547年）女兒芳桂（新庄局）嫁給毛利元就次男吉川元春，藉此強化與毛利氏的關係，因而成為一門眾。

### 與大内氏之戰
天文17年（1548年）8月，信直跟隨元就前往山口拜訪大内義隆，並在山口停留至翌年3月。天文19年（1550年）9月，受元就之命，與天野隆重一同襲殺吉川興經，興經的首級由信直的家臣末田直共討取。
天文20年（1551年），爆發大寧寺之變，大内義隆由於家臣陶隆房謀反而横死。毛利氏雖從屬陶氏率領的大内氏，但自此徐圖獨立，並致力於安藝國内的統一。翌年天文21年（1552年）5月，於備後與尼子氏對峙。7月進攻祝貞近，9月討伐在安藝槌山城籠城的義隆殘黨，成功討取平賀隆保。翌年22年（1553年），在鶴首城主三村家親支援下，跟隨吉川元春討伐備中猿掛城主庄為資，並順利降伏。
天文23年（1554年），於折敷畑之戰擔任吉川軍的主力而奮戰。成功翦除陶軍，迫宮川房長自刃。同年6月，擊破陶軍殘黨，鎮壓廿日市周邊地區。同年9月，毛利軍進攻信直女婿野間隆實守備的矢野城。野間隆實之妻為信直的長女，隆實透過信直向毛利降伏，但在移送三入庄期間遭到暗殺。基本上，降伏的敵軍都會受到元就的赦免，但由於與陶氏決戰期間，偶有屠殺降將之舉。
天文24年（弘治元年、1555年），陶晴賢率領大内軍20000自嚴島上陸，進攻毛利軍的據點（己斐直之守備的宮尾城）。信直率4個兒子高直、直清、廣真、三須隆經為援軍進入宮尾城，10月1日毛利元就率本隊奇襲，信直配合從城內出擊，成功擊敗陶軍並討取陶晴賢（嚴島之戰）。
同年的防長經略也有參戰，進入岩國地區進攻杉隆泰的鞍掛山城。翌年弘治2年（1556年）至3年（1557年）期間，壓制山口地區。追擊逃亡中的大内義長，並包圍長門勝山城，内藤隆世自刃。降伏的義長最終也自刃身亡。

### 與尼子氏的激戰、第二次月山富田城攻防戰
永祿元年（1558年），進攻石見出羽地區，擊破小笠原長雄、福屋隆兼。12月中村康之與石見最大的國人益田藤兼紛紛降伏。因為這些戰功，於永祿3年（1560年），蒙13代將軍足利義輝封任伊豆守。翌年暗殺降伏毛利氏的本城常光，信直也略微負傷。
永祿5年（1562年）10月，成為元就出雲遠征軍的一員，攻擊出雲白鹿城。城主松田誠保負隅頑抗後仍然陷落。同年冬，於出雲洗骸構築陣地，作為月山富田城攻略的據點，但在幾度攻城後，元就瞭解到強攻過於勉強，改為長期圍困作戰，等到月山富田城内的兵糧告罄後，逐漸有士兵逃亡。永祿9年（1566年）11月，尼子義久、尼子倫久、尼子秀久兄弟降伏，大名尼子氏滅亡。

### 與大友氏、尼子再興軍山中幸盛作戰
永祿11年（1568年），跟隨吉川元春進攻北九州。包圍並攻擊博多的要衝筑前立花山城，並與來自大友的援軍激戰。立花山城落入毛利氏手中，但大内輝弘於周防作亂，毛利方於是放棄立花山城，轉而討伐大內輝弘（大内輝弘之亂）。
信直跟隨元春並擔任吉川軍的主力，轉戰於中國地方各地。最終獲得國人眾最高的16000石俸祿。但天正7年（1579年）嫡男高直病死，信直輔佐嫡孫元直，後於文祿2年（1593年）病死。